# Trissemus
Trissemus är ett släkte av skalbaggar som beskrevs av René Gabriel Jeannel 1949. Trissemus ingår i familjen kortvingar.
Släktet innehåller bara arten Trissemus impressus.